# Brissago-eilanden

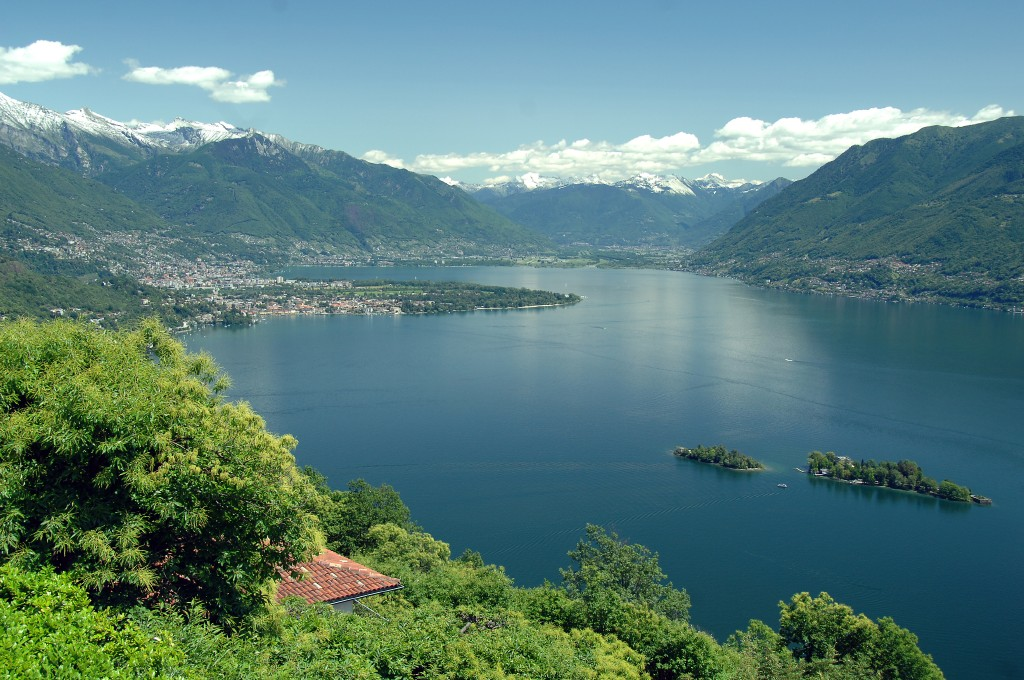
De Brissago-eilanden in het Lago Maggiore

De Brissago-eilanden (Italiaans: Isole di Brissago) zijn twee kleine eilanden in het Zwitserse deel van het Lago Maggiore binnen de gemeente Brissago. San Pancrazio (ook Isola Grande genoemd) is het grootste van de twee eilanden, waarop zich de voormalige villa van de Hamburgse warenhuismiljonair en kunstverzamelaar Max Emden en de botanische tuin van het kanton Ticino (Italiaans: Parco botanico del Canton Ticino) bevinden. Het kleinere eiland Sant'Apollinare (ook Isolino en Isola Piccola genoemd) is in zijn natuurlijke staat gelaten.
De botanische tuin van San Pancrazio heeft een oppervlakte van 2,5 hectare en herbergt ongeveer 1.500 plantensoorten, waaronder rododendrons, Japanse palmbomen, talrijke camellia's, Japanse bananenplanten, bamboe, magnolia's, agaves, cipressen, yucca's en Californische klaprozen. De eilanden liggen iets ten zuiden van de Insubrische lijn, waar een bijzonder klimaat heerst met veel neerslag maar ook veel zonuren. Daardoor gedijen hier palm- en plantensoorten die anders op deze hoogten en breedtegraden niet voorkomen. In de voormalige villa van Max Emden zijn een restaurant en de administratiekantoren van de botanische tuin ondergebracht.

## Geschiedenis
Op San Pancrazio zijn Romeinse overblijfselen gevonden, waarvan enkele in het museum van Locarno te bezichtigen zijn. Er stond een tempel gewijd aan Venus. Later werden de eilanden door vroege christenen als toevluchtsoord gebruikt. In de dertiende eeuw bouwden Humiliaten op San Pancrazio een klooster en een kerk. Nadat hier allerlei wantoestanden waren gebeurd, werd het klooster in 1571 door paus Pius V opgeheven, waarna de eilanden een tijdlang onbewoond waren.
In 1875 was er een plan om op de eilanden een dynamietfabriek te bouwen, ten behoeve van de aanleg van de Gotthardtunnel. Dat plan kwam niet verder dan enkele voorbereidende handelingen.
In 1885 kochten Antoinette de Saint Léger en haar man Richard Fleming de Brissago-eilanden. Antoinette was van Russische afkomst en haar man van Engels/Ierse. Op San Pancrazio bouwden zij een groot huis en begonnen vervolgens met de aanleg van een botanische tuin, waarvoor zij per boot aarde en mest naar het eiland moesten brengen. In 1897 verliet Richard zijn vrouw en de eilanden en vertrok naar Napels waar hij op het Britse consulaat werkte en in 1922 overleed. Antoinette bleef en ging door met het ontwikkelen van de tuin. Tussen 1886 en 1914 ontving barones Antoinette de Saint Léger, zoals zij zichzelf noemde, op het eiland de schilders Daniele Ranzoni, Filippo Franzoni en Giovanni Segantini en de componist Ruggero Leoncavallo. Na het einde van de Eerste Wereldoorlog ontving zij ook James Joyce, Rainer Maria Rilke en Harry Kessler. In deze periode raakte zij door slechte investeringen diep in de schulden en in 1927 werd zij gedwongen de eilanden te verkopen. Zij verhuisde eerst naar Ascona en daarna naar Intragna, waar zij tot haar dood in 1948 van de bijstand leefde.
In 1927 kocht Max Emden de eilanden, sloopte het bestaande huis en verving het door een neoklassieke villa. De villa had 30 kamers, een serre en een 33 meter lang zwembad. Hoewel hij niet geïnteresseerd was in plantkunde en tuinieren, behield hij de bestaande tuin en vegetatie en zorgde voor het nodige onderhoud. Emden leefde tot aan zijn dood op de eilanden en stierf in 1940 in een kliniek in Locarno. Zijn enige erfgenaam was zijn zoon Hans Erich Emden, die naar Chili was geëmigreerd nadat hij als jood uit Duitsland was verbannen. In 1949 accepteerde Emden's zoon een aanbod van een consortium bestaande uit het kanton Ticino, de gemeenten Ascona, Brissago en Ronco sopra Ascona om de eilanden te kopen. In april 1950 werden de Brissago-eilanden opengesteld voor het publiek.

## Afbeeldingen

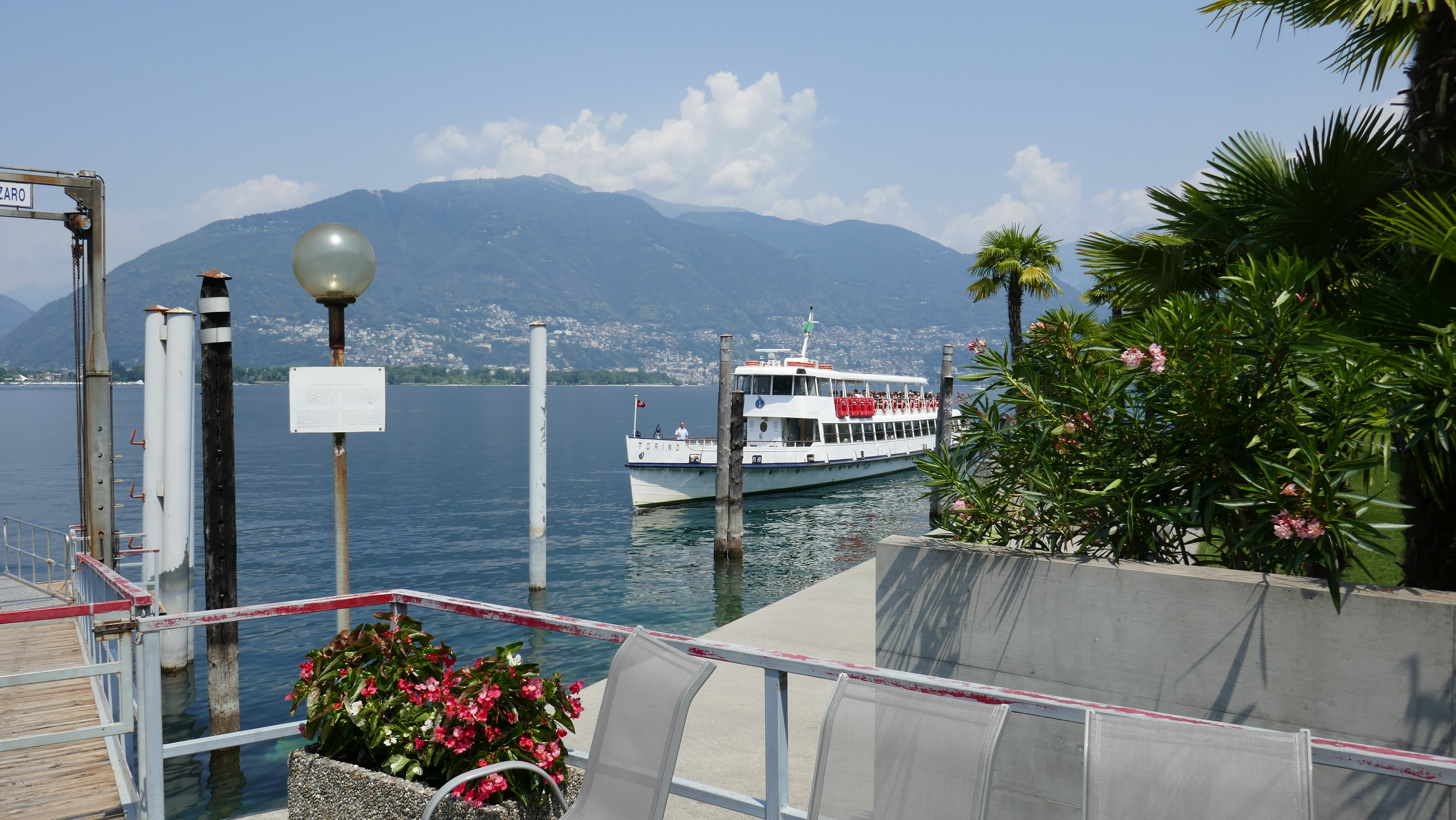
Aanlegsteiger voor rondvaartboot
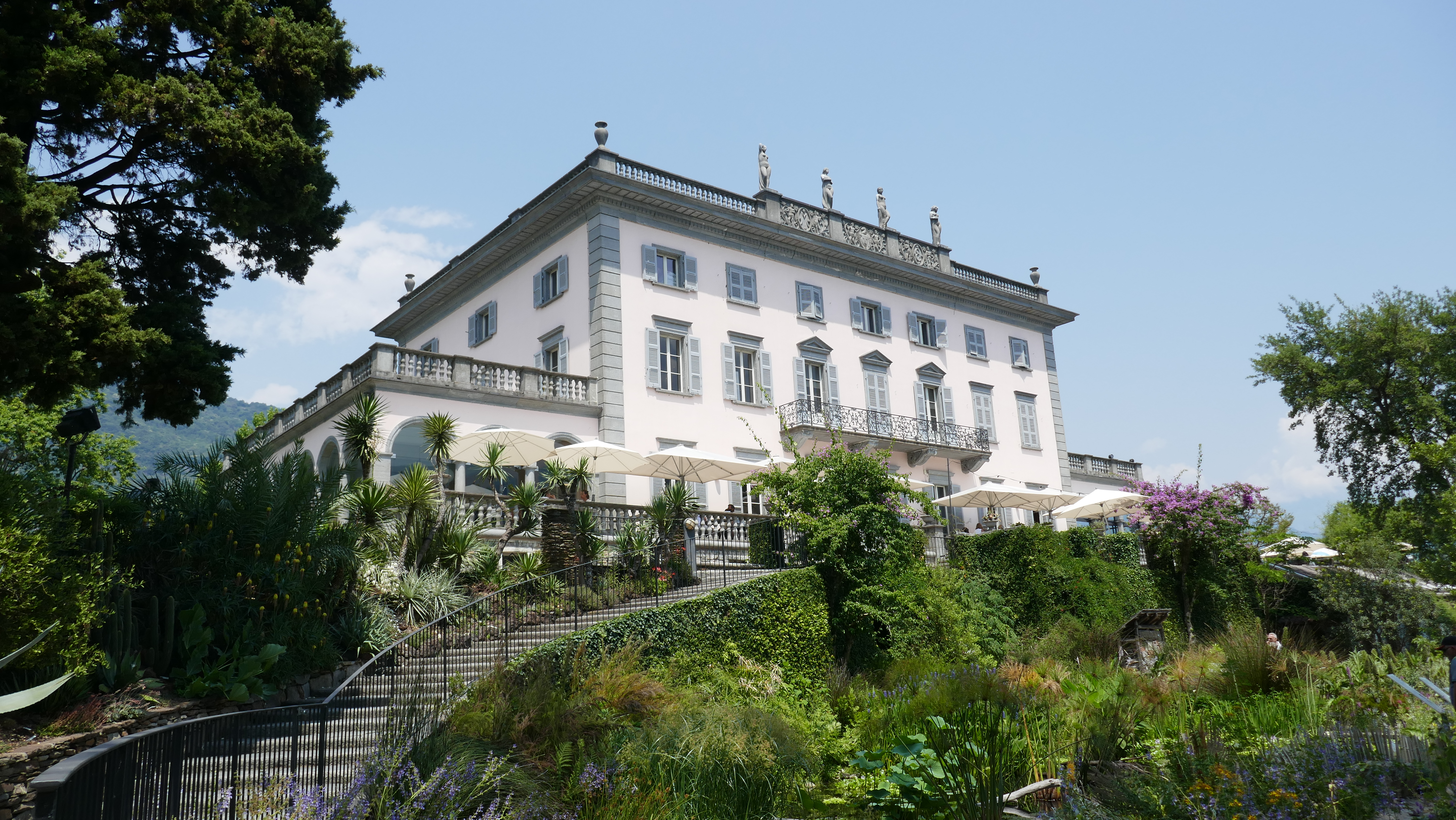
De voormalige villa van Max Emden
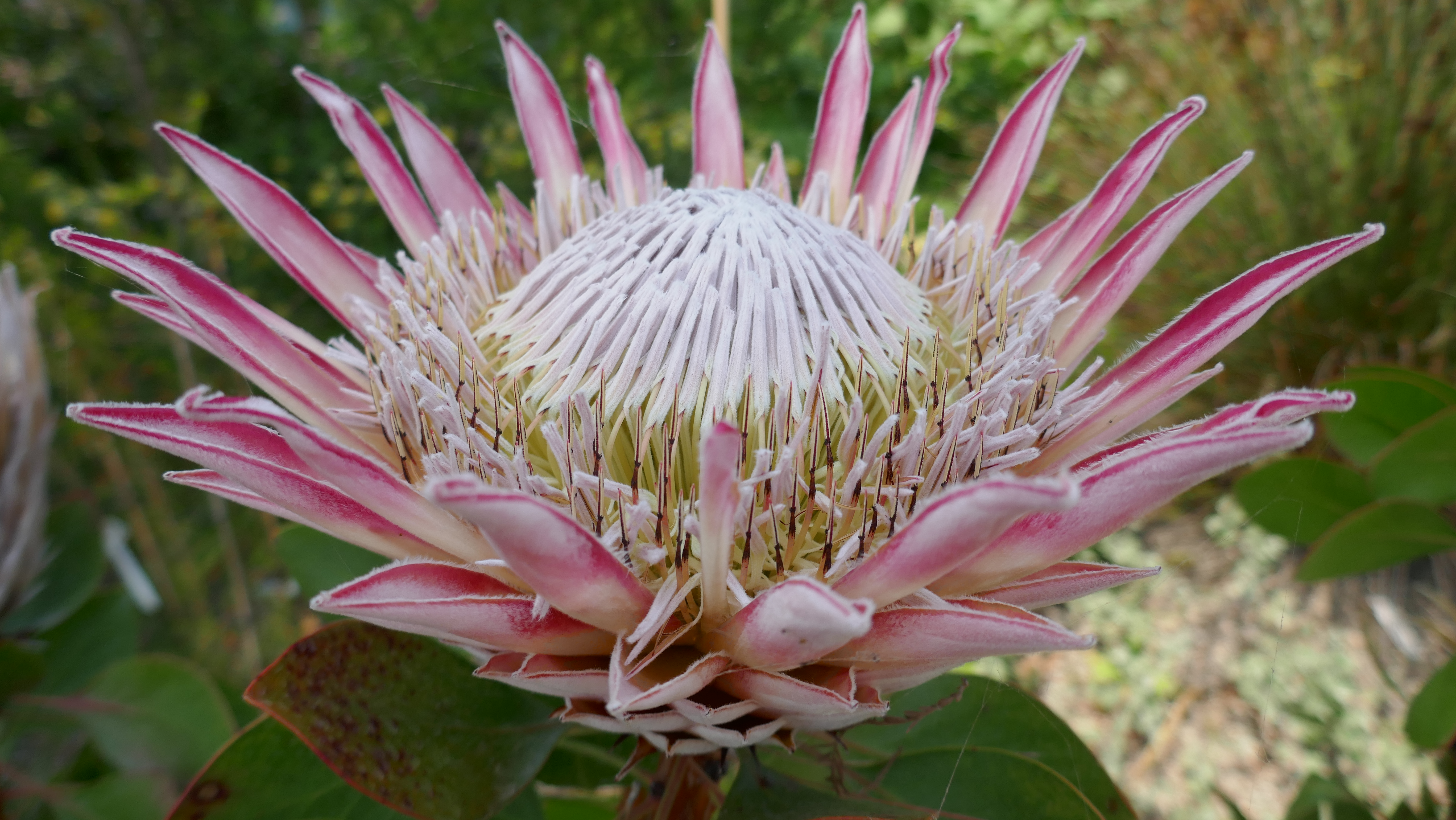
Protea 'Susara' in de botanische tuin
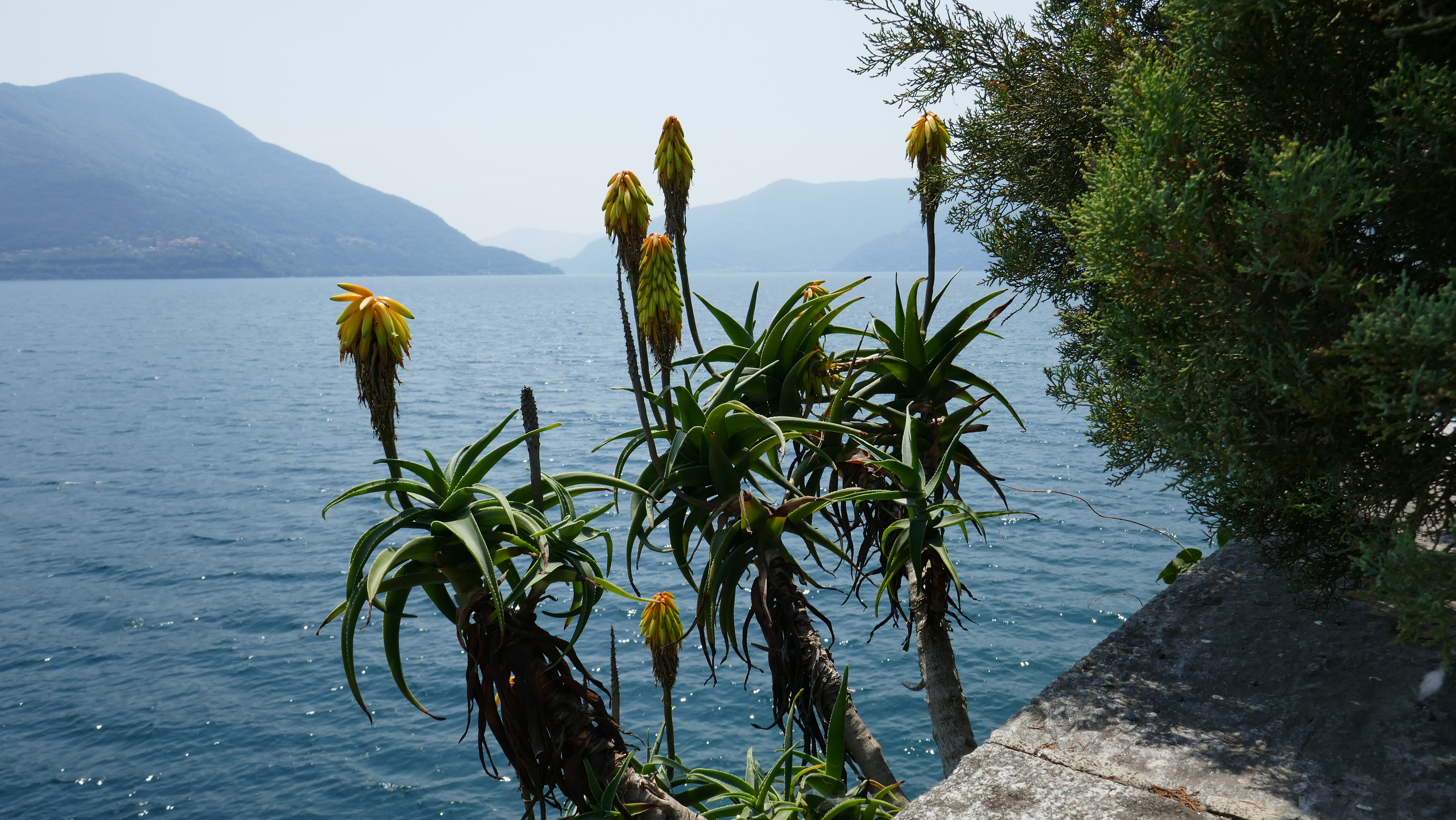
Blik over het Lago Maggiore